# Digital Record Object IDentification
DROID (Digital Record Object IDentification en anglès) és una eina de programari desenvolupada pel Departament de la Preservació Digital de l'Arxiu Nacional de Gran Bretanya (Digital Preservation Department of the UK National Archives, en anglès) per a fer possible la identificació automatitzada dels formats d'arxiu digital. Aquest programari de codi obert utilitza un sistema de signatures que provenen de la base de dades PRONOM que conté informació actualitzada sobre els formats i programes existents dels fitxers electrònics.

## Descripció general
DROID compleix amb el requisit dels repositoris digitals d'identificar el format exacte de tots els objectes digitals emmagatzemats i vincular-lo amb la informació tècnica sobre aquest format procedent del registre central. L'eina permet indicar les versions dels arxius i la seva edat i grandària, i també l'última data d'actualització. A més a més, proporciona dades per ajudar a trobar duplicats.
DROID fa servir un sistema de signatures internes emmagatzemades en un registre XML provinent de la informació tècnica de la base de dades PRONOM i, d'aquesta manera, detecta i reporta el format i la versió dels arxius digitals. Aquestes signatures s'actualitzen de forma regular i s'afegeixen a PRONOM.
DROID és un programari lliure i de codi obert, disponible sota la llicència BSD i amb la possibilitat de descàrrega del repositori GitHub.

## Característiques de la versió actual
La versió actual de DROID és v6.2.1 i presenta les següents característiques: 
- Inclou la funcionalitat per a processar el contingut d'arxius ARC i WARM (web archive, en anglès)
- S'ha afegit SHA1 en les funcions hash (hash function, en anglès)
- El filtratge es fa entre majúscules i minúscules tant en el nom d'arxiu com en l'extensió i el nom del format
- S'ha fixat l'omissió d'intermitents dels contenidors OLE2 a causa de la compressió de la memòria (github issue #67)
- Les actualitzacions són reduïdes per a ajudar a les pàgines.

## Requisits tècnics
Per tal d'instal·lar la nova versió de DROID (v6.2.1), cal Java 1.7 o 1.8 Standard Edition (SE).
DROID és construït i provat en les plataformes següents:
- Ubuntu Server 32 bit/OpenJDK Java
- Ubuntu Desktop 64 bit/Oracle Java
- Red Hat Enterprise Linux Server 64 bit/OpenJDK
- Linux Mint/Centos
- CentOS 64 bit/Oracle Java
- Microsoft Windows XP (64 bit)/Oracle Java
- Microsoft Windows 7 (64 bit)/Oracle Java
- Microsoft Windows 10 (64 bit)
- Microsoft Windows Server 2008 (64 bit)/Oracle Java
- Mac OS Mountain Lion/ Java/Mac OSX (El Capitan)

## Problemes d'instal·lació comuns
Si es presenten problemes usant DROID, és recomanable seguir els passos següents:
- Comprovar la versió de Java que està instal·lada i instal·lar la versió 1.7 o 1.8, si escau

- Comprovar si DROID s'està executant des d'una ubicació en l'equip local i no en una xarxa / unitat compartida

- Tancar DROID i eliminar .droid6 carpeta (dins de Windows 7, que normalment es troba aquí: C: Users'username'.droid6) i tornar a arrencar DROID per tal de recrear la carpeta .droid6

En cas de la persistència del problema, es recomana contactar amb l'equip tècnic a través de correu electrònic següent: PRONOM@nationalarchives.gsi.gov.uk

## Suport tècnic
L'assistència a l'usuari és disponible a través de la pàgina de discussió de Grups de Google de l'Arxiu Nacional de Gran Bretanya. Quant a l'informe sobre els errors, sol·licituds de característiques i suports de codis, l'usuari hauria d'adreçar-se a través de la pàgina d'incidències tècniques GitHub.
En la pàgina oficial de l'Arxiu Nacional de Gran Bretanya es dona la benvinguda a les contribucions de les noves formes i firmes de format en el registre PRONOM a través d'un formulari en línia.